# Pursijärvi
Pursijärvi är en sjö i Finland. Den ligger i kommunen Hausjärvi i landskapet Egentliga Tavastland, i den södra delen av landet, 70 km norr om huvudstaden Helsingfors. Pursijärvi ligger 88 meter över havet. I omgivningarna runt Pursijärvi växer i huvudsak blandskog. Den är 14 meter djup. Arean är 88 hektar och strandlinjen är 5,72 kilometer lång. Sjön  ingår i Svartsåns huvudavrinningsområde. 